# Cayo Guillermo
Cayo Guillermo es el nombre de un cayo del archipiélago de Jardines del Rey de la costa noreste de Cuba, entre la llamada Bahía Perros y el océano Atlántico, que posee alrededor de 13 km². Es parte de la provincia Ciego de Ávila y del municipio de Morón.

## Descripción
La isla es un popular destino turístico y posee 4 estaciones turísticas con todo incluido además de contar con una de las mejores playas del país, Playa Pilar.
En el norte de la provincia cubana de Ciego de Ávila ubicada en el centro del país,se localiza uno de los destinos de más dinámico crecimiento en el sector turístico del país y que responde al nombre colonial de Jardines del Rey.
La infraestructura de la industria del ocio en esa región muestra un dinámico crecimiento, con el objetivo final de llegar a superar las 20 mil habitaciones, a lo cual se suman una moderna terminal aérea, puertos, bases náuticas, parques naturales y por supuesto, programas de ecoturismo.
Cayo Guillermo está enlazado a tierra firme por una vía sobre el mar desde Turiguanó, al norte de la provincia de Ciego de Ávila, famosa por sus lagunas donde la pesca de truchas constituye un especial atractivo junto a sus excelentes paisajes rurales.
Este islote dispone de excelentes instalaciones hoteleras, cuenta con lagos artificiales, piscinas y todas las ofertas de entretenimiento, animación y servicios posibles en medio de un ambiente apenas alterado por la presencia humana, uno de los destinos más espectaculares para satisfacer cualquier gusto o preferencia.

### Historia
Según la leyenda, precisamente la exuberante naturaleza de cayos como Coco, Guillermo y Paredón Grande llevó al adelantado Diego Velázquez a nombrar ese lugar en homenaje al monarca español Fernando El Católico.

### Flora y fauna
La cercanía de una barrera coralina de 400 kilómetros, considerada por los expertos como la segunda en importancia a nivel mundial -después de la australiana- añade un toque de distinción a la oferta de Jardines del Rey, con las más variadas actividades de buceo para los amantes del submarinismo, en aguas de temperatura agradable y excelente visibilidad.
Numerosas colonias de flamencos y otras aves migratorias escogen a los mencionados islotes como sitio de escala obligada, situación que el ser humano se ha encargado de preservar con la construcción de una infraestructura para el turismo que busca en primer orden respetar el entorno natural.
En la familia de los cayos en la zona, Guillermo es uno de los de menor tamaño, con apenas 18 kilómetros cuadrados de extensión, aunque abundantes en una flora que incluye además especies como la caoba, los almácigos y las sabinas.

### Playas
Su territorio cuenta entre los principales atractivos con cinco kilómetros de hermosas playas, una de ellas nombrada Playa Pilar, en honor del yate de igual "El Pilar" del famoso novelista norteamericano Ernest Hemingway, con la particularidad adicional de contar con dunas de hasta 16 metros de altura. 
La mencionada playa es considerada entre las mejores del archipiélago cubano, avalada por la calidad y anchura de su franja de arena, unido a las cristalinas aguas del mar y los espectaculares arrecifes de coral que hay en sus inmediaciones.
Los paradisíacos fondos marinos de este cayo, comparables a un gigantesco acuario, pueden ser contemplados gracias a la existencia de centros de buceo.